# Yaneer Bar-Yam
Yaneer Bar-Yam   (Boston, 1959) és un científic i activista estatunidenc especialitzat en sistemes complexos. Expert en l'anàlisi quantitativa de les pandèmies, va assessorar els dirigents polítics sobre el brot del virus de l'Ébola a Àfrica occidental i va fundar Endcoronavirus.org, una xarxa mundial de més de 4.000 voluntaris formada al febrer de 2020 per a proporcionar informació, directrius i promoció de polítiques per a lluitar contra la pandèmia de COVID-19. És el president fundador de l'Institut de Sistemes Complexos de Nova Anglaterra (NECSI), una institució de recerca independent que estudia la ciència de sistemes complexos i les seves aplicacions en el món real.

## Idees i teories
La pàgina web del NECSI defineix els «sistemes complexos» com a sistemes que «tenen múltiples components que interactuen i el comportament col·lectiu dels quals no pot ser simplement inferit a partir del comportament dels components». Bar-Yam és considerat un contribuent a la fundació del camp de la ciència de sistemes complexos, havent introduït en el camp el rigor fonamental, les aplicacions en el món real i els programes educatius.
Bar-Yam estudia les propietats unificades dels sistemes complexos com una estratègia sistemàtica per a respondre a preguntes bàsiques sobre el món. La seva recerca se centra tant a formalitzar els conceptes de sistemes complexos com a relacionar-los amb els problemes quotidians. En particular, estudia la relació entre les observacions a diferents escales, les propietats formals de les descripcions dels sistemes, la relació entre estructura i funció, la representació de la informació com una quantitat física i les propietats quantitatives de la complexitat dels sistemes reals. Les aplicacions han estat a sistemes físics, biològics i socials.
El seu treball recent analitza els orígens i impactes de les caigudes dels mercats, el malestar social, la violència ètnica, els conflictes militars i les pandèmies, l'estructura i la dinàmica de les xarxes socials i les bases de la creativitat, el pànic, l'evolució i l'altruisme. Bar-Yam ha fet altres contribucions a la teoria de la dinàmica estructural i electrònica dels materials, la teoria de la dinàmica dels polímers i el plegament de les proteïnes, la teoria de les xarxes neuronals i les relacions estructura-funció, la teoria de la complexitat quantitativa a múltiples escales i la teoria de l'evolució. El seu desenvolupament de representacions multiescala com una generalització del grup de renormalització va abordar les limitacions del càlcul i l'estadística en l'estudi de les dependències no lineals i del sistema de xarxes en els comportaments col·lectius.

## Pandèmia de COVID-19
El 13 de desembre de 2020 va publicar Unsuccessful versus successful COVID strategies (en català: Estratègies fracassades versus reeixides de COVID), una llista molt resumida que ha tingut ressò mediàtic que compara estratègies fracassades (adoptades per la majoria dels països occidentals) i estratègies reeixides contra la pandèmia (països reeixits, inclosos Austràlia i Nova Zelanda). Un dels punts claus que afirma Bar-Yam és que un sacrifici econòmic i social inicial seria molt més efectiu que enfortir i relaxar mesures.